# 我家的街猫
《我家的街猫》是日本漫畫家石黑正數的作品，於《週刊少年Champion》2009年6號開始連載。已經出版單行本第11卷。

## 劇情簡介
本故事以半野貓的阿抖和半飼主的鯨井早菜為中心，描寫貓社會和人類社會的兩短插圖輕鬆日常故事。和石黑正数其他作品不同的是本作所有人物都是三頭身。
由於單行本與雜誌刊登順序不同，部份故事並未收錄到單行本。

## 登場角色

### 貓
- 阿抖

本作的主角。灰色班紋貓。不算野貓不家貓的半野貓。
原本是寵物店的幼貓，因為憧憬自由而偷走，最後在捱餓時遇上鯨井。名字來源是跟鯨井第一次見面時一直發抖。
- 小玉

住附近的家貓，喜歡捉弄阿抖。
對巧克力一見鍾情。
- 阿龐

隣近地區的貓老大，體型大得像熊的朱色貓。
- 小虎

阿龐的手下，臉上有疤的班紋貓。
臉上的疤是一隻叫村正的貓留下的。
- 小黑

阿龐的手下，全身黑色只看到雙眼的黑貓。
- 巧克力

阿抖寵物店時的同伴，現在是家貓。對阿抖有好感。

### 人類
- 鯨井早菜

本作的另一主角。遊手好閒，沉迷賭博的年輕女性。阿抖的半飼主。
- 賴子

鯨井的學妹，職業整骨師。
在大學從鯨井手上承繼了「火鍋社」，但因廚藝太差而成了「黑暗鍋社」。
喜歡貓，但因為身上會發出只有貓聽到的怪聲而把貓嚇跑。為此學習拳擊步法。
- 白川老師

跟鯨井住同一公寓的漫畫家。偶爾會找鯨井當助手。

### 其他
- 阿蟎

阿抖身上的跳蚤。
- 瑪莉亞

雌性烏鴉。經常和阿抖搶食物。
- 河童

住在附近池子的河童。經常戲弄阿抖。

## 出版書籍
| 卷數 | 秋田書店       | 秋田書店               |
| 卷數 | 發售日期       | ISBN                   |
| ---- | -------------- | ---------------------- |
| 1    | 2010年10月8日  | ISBN 978-4-253-21610-4 |
| 2    | 2012年4月6日   | ISBN 978-4-253-21611-1 |
| 3    | 2013年7月8日   | ISBN 978-4-253-21612-8 |
| 4    | 2014年9月8日   | ISBN 978-4-253-21613-5 |
| 5    | 2015年12月8日  | ISBN 978-4-253-21614-2 |
| 6    | 2017年3月8日   | ISBN 978-4-253-21843-6 |
| 7    | 2018年7月23日  | ISBN 978-4-253-21844-3 |
| 8    | 2019年10月23日 | ISBN 978-4-253-21845-0 |
| 9    | 2021年6月8日   | ISBN 978-4-253-21846-7 |
| 10   | 2023年1月6日   | ISBN 978-4-253-21847-4 |
| 11   | 2024年8月7日   | ISBN 978-4-253-28581-0 |

## 外部連結
- （作者網頁）（日語）